# Ribafrecha
Ribafrecha es un municipio de la comunidad autónoma de La Rioja (España). Está está situado en la Rioja Media.

## Historia
En el testamento de la reina Estefanía, viuda del rey García Sánchez III de Pamplona, el de Nájera, dona a su hijo Sancho, con Viguera, Albelda, Nalda, etc., el pueblo de Frechuela, que por proximidad a los otros, debe ser la actual Ribafrecha.
En la visita eclesiástica que Sancho de Funes, obispo de Calahorra, hacía de las iglesias de su obispado en 1153 visitando la de este pueblo y la de Leza de Río Leza, fue muerto por unos malos clérigos, sepultado en el monasterio de San Prudencio de Monte Laturce, donde se le venera como santo.
En 1478 los vecinos de Clavijo y Lagunilla (pertenecientes al señorío de Cameros) talaron el término de Ribafrecha (de los Gómez Manrique) en represalia a la destrucción de las fortificaciones de Entrena (Cameros) por parte de los vecinos de Navarrete (Gómez Manrique).
En 1790 Ribafrecha fue uno de los municipios fundadores de la Real Sociedad Económica de La Rioja, la cual era una de las sociedades de amigos del país creadas en el siglo XVIII conforme a los ideales de la ilustración.
En los años 60, Ribafrecha tuvo una central eléctrica propia, alimentada mediante la energía del río Leza.

## Demografía
Cuenta con una población de 1065 habitantes (INE 2024).
| Gráfica de evolución demográfica de Ribafrecha entre 1842 y 2021                                                    |
| |
| Población de derecho según los censos de población del INE Población de hecho según los censos de población del INE |

## Administración y política
| Periodo   | Nombre                      | Partido |
| --------- | --------------------------- | ------- |
| 1979-1983 | Fermín Eguizabal Blasco     | UCD     |
| 1983-1987 | Jesús León Martínez         | PSOE    |
| 1987-1991 | Julián Díez Ruiz-Navarro    | PSOE    |
| 1991-1995 | Julián Díez Ruiz-Navarro    | PSOE    |
| 1995-1999 | Francisco Santolaya Íñiguez | PSOE    |
| 1999-2003 | Ana Lourdes González García | PP      |
| 2003-2007 | Ana Lourdes González García | PP      |
| 2007-2011 | Ana Lourdes González García | PP      |
| 2011-2015 | Ana Lourdes González García | PP      |
| 2015-2019 | Ana Lourdes González García | PP      |
| 2019-2023 | Alfredo Montalvo Romero     | PP      |
| 2023-act. | Óscar González García       | PSOE    |

### Evolución de la deuda viva
El concepto de deuda viva contempla sólo las deudas con cajas y bancos relativas a créditos financieros, valores de renta fija y préstamos o créditos transferidos a terceros, excluyéndose, por tanto, la deuda comercial.
| Gráfica de evolución de la deuda viva del ayuntamiento entre 2008 y 2021                             |
| |
| Deuda viva del ayuntamiento en miles de Euros según datos del Ministerio de Hacienda y Ad. Públicas. |

La deuda viva municipal por habitante en 2016 ascendía a 598 €.

## Patrimonio

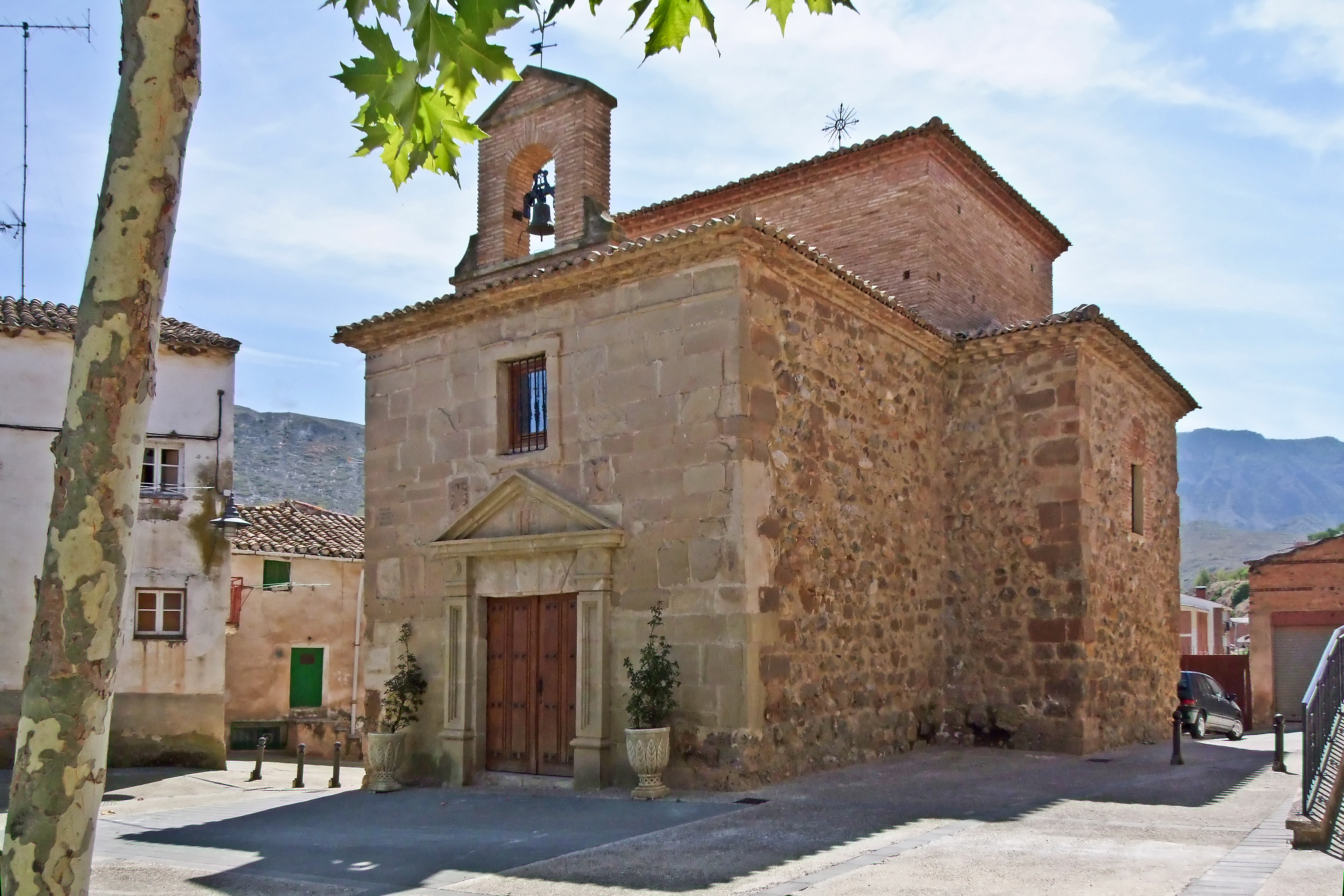
Ermita de la Virgen de la Cuesta.

- Iglesia de San Pedro. Del siglo XV, fue declarada Bien de Interés Cultural en la categoría de Monumento el 5 de octubre de 1984.[6]
- Ermita de la Virgen de la Cuesta. Fue declarada Bien de Interés Cultural en la categoría de Monumento el 26 de abril de 1985.[6]

## Fiestas
- Santa Águeda y fiesta de Los Quintos, el 5 de febrero.
- Fiestas de Las Reliquias, el 1 de mayo.
- San Isidro, el 15 de mayo.
- San Pedro, el 29 de junio.
- San Bartolomé, fiestas patronales, el 24 de agosto.